# Silvia Avallone
Silvia Avallone, född 11 april 1984 i Biella, är en italiensk författare bosatt i Bologna. 

## Biografi
Avallone växte upp i provinsen Biella i nordvästra Italien. Hon publicerade 2007 en diktsamling Il libro dei vent'anni (Boken för de tjugoåriga) vid Edizione della Meridiana och den vann 2008 Premio Alfonso Gatto, avdelningen för unga. Hon skrev 2008 en essä om Anna Magnani, Un’attrice e le sue donne (En aktris och hennes kvinnor), för filmproduktionsbolaget Ripley's Film. 
Med sin debutroman Acciaio (Stål; 2012) utgiven hos Rizzoli 2010, vann Avallone Premio Campiello Opera Prima, Premio Flaiano och Premio Fregene samt blev placerad på andra plats för Premio Strega 2010. Romanen har översatts till 22 språk och vann i Frankrike Prix de lecteurs de L'Express 2011. En film baserad på boken och med samma namn har producerats av bolaget Palomar, med Stefano Mordini som regissör och Michele Riondino och Vittoria Puccini i rollerna. “Det är en mörk, förtvivlad och vacker berättelse” skrev Dagens Nyheters recensent Åsa Beckman.
Hon har publicerat novellerna Il futuro in sospeso (Den uppskjutna framtiden), 2010, för tidskriften Italianieuropei och La Lince (Lodjuret), 2011 för Corriere della Sera.
Romanen Marina Bellezza beskriver de svåra livsvalen för ungdomar i ett Italien präglat av ekonomisk kris och arbetslöshet. Den ger en vacker och medkännande bild av författarinnans egen hembygd i Valle Cervo i provinsen Biella i nordvästra Italien

## Utgivet på svenska
- Stål (Acciaio), Natur & Kultur, 2012, svensk översättning: Johanna Hedenberg
- Marina Bellezza (Marina Bellezza), Natur & Kultur, 2015, svensk översättning: Johanna Hedenberg
- Där livet är fullkomligt, Natur & Kultur, 2019, svensk översättning: Johanna Hedenberg
- En vänskap, Natur & Kultur, 2022, svensk översättning: Johanna Hedenberg
- Svart hjärta, Natur & Kultur, 2025, svensk översättning: Johanna Hedenberg